# Thomisus sikkimensis
Thomisus sikkimensis är en spindelart som beskrevs av Benoy Krishna Tikader 1962. Thomisus sikkimensis ingår i släktet Thomisus och familjen krabbspindlar. Inga underarter finns listade i Catalogue of Life.